# شتموده
شتموده (به آلمانی: Stemwede) یک شهر در آلمان است که در میندن-لوبکه واقع شده‌است. شتموده ۱۳٬۹۸۱ نفر جمعیت دارد.